# Liste der Kulturdenkmäler in Rathsweiler
In der Liste der Kulturdenkmäler in Rathsweiler sind alle Kulturdenkmäler der rheinland-pfälzischen Ortsgemeinde Rathsweiler aufgeführt. Grundlage ist die Denkmalliste des Landes Rheinland-Pfalz (Stand: 6. September 2022).

## Denkmalzonen
| Bezeichnung            | Lage                                                                     | Baujahr                 | Beschreibung | Bild            |
| ---------------------- | ------------------------------------------------------------------------ | ----------------------- | --- | --------------- |
| Denkmalzone Glanstraße | Dorfstraße 1, Glanstraße 10, 12, 16, 18, 20, Lichtenberger Straße 2 Lage | 18. und 19. Jahrhundert | Reihe großer und kleiner Einfirstanlagen aus dem 18. und 19. Jahrhundert, kennzeichnendes dörfliches Straßenbild | Fotos hochladen |

## Einzeldenkmäler
| Bezeichnung           | Lage              | Baujahr | Beschreibung | Bild            |
| --------------------- | ----------------- | ------- | --- | --------------- |
| Dorfgemeinschaftshaus | Dorfstraße 9 Lage | 1841    | ehemalige Schule; Putzbau mit Dachreiter, 1841, Architekt Johann Schmeisser, Kusel, Aufstockung 1888; Schulgarten, Luitpold-Linde | Fotos hochladen |